# División Central de la NHL
La División Central de la NHL se creó en 1993 como parte de la Conferencia Oeste en un plan de reorganización de la liga.

## Composición actual
- Arizona Coyotes
- Chicago Blackhawks
- Colorado Avalanche
- Dallas Stars
- Minnesota Wild
- Nashville Predators
- Saint Louis Blues
- Winnipeg Jets

## Composición de la división a través de la historia

### 1993-1996
- Chicago Blackhawks
- Dallas Stars
- Detroit Red Wings
- St. Louis Blues
- Toronto Maple Leafs
- Winnipeg Jets

#### Cambios para la temporada 1992-1993
- La División Central se crea como consecuencia de una reorganización de la liga.
- Los Minnesota North Stars se mudan a Dallas, Texas y se renombran como Dallas Stars
- Chicago Blackhawks, Dallas Stars, Detroit Red Wings, St. Louis Blues, y Toronto Maple Leafs llegan desde la División Norris.
- Los Winnipeg Jets llegan desde la División Smythe.

### 1996-1998
- Chicago Blackhawks
- Dallas Stars
- Detroit Red Wings
- Phoenix Coyotes
- St. Louis Blues
- Toronto Maple Leafs

#### Cambios para la temporada 1995-1996
- Los Winnipeg Jets se trasladan a Phoenix, Arizona y se renombran Phoenix Coyotes

### 1998-2000
- Chicago Blackhawks
- Detroit Red Wings
- Nashville Predators
- St. Louis Blues

#### Cambios para la temporada 1997-1998
- Los Dallas Stars se trasladan a la División Pacífico.
- Los Toronto Maple Leafs se mudan a la División Noreste.
- Los Nashville Predators se incorporan como nuevo equipo.

### 2000-2013
- Chicago Blackhawks
- Columbus Blue Jackets
- Detroit Red Wings
- Nashville Predators
- St. Louis Blues

#### Cambios para la temporada 1999-2000
- Los Columbus Blue Jackets se incorporan como nuevo equipo.

### 2013 al 2020
- Chicago Blackhawks
- Colorado Avalanche
- Dallas Stars
- Minnesota Wild
- Nashville Predators
- St. Louis Blues
- Winnipeg Jets

#### Cambios para la temporada 2013-2014
- Colorado y Minnesota llegan desde la División Noroeste.
- Winnipeg llega desde la Conferencia Este y División Sureste.
- Dallas llega desde la División Pacífico.
- Columbus se mudan a la División Metropolitana.
- Detroit se mudan a la División Atlántico.

#### Cambios para la temporada 2021-2022
- Arizona llega desde la División Pacífico.

### 2021 a la actualidad
- Arizona Coyotes
- Chicago Blackhawks
- Colorado Avalanche
- Dallas Stars
- Minnesota Wild
- Nashville Predators
- St. Louis Blues
- Winnipeg Jets

## Campeones de División
- 1994 - Detroit Red Wings
- 1995 - Detroit Red Wings
- 1996 - Detroit Red Wings
- 1997 - Dallas Stars
- 1998 - Dallas Stars
- 1999 - Detroit Red Wings
- 2000 - St. Louis Blues
- 2001 - Detroit Red Wings
- 2002 - Detroit Red Wings
- 2003 - Detroit Red Wings
- 2004 - Detroit Red Wings
- 2005 - Temporada suspendida por huelga de jugadores
- 2006 - Detroit Red Wings
- 2007 - Detroit Red Wings
- 2008 - Detroit Red Wings
- 2009 - Detroit Red Wings
- 2010 - Chicago Blackhawks
- 2011 - Detroit Red Wings
- 2012 - St. Louis Blues
- 2013 - Chicago Blackhawks
- 2014 - Colorado Avalanche
- 2015 - St. Louis Blues
- 2016 - Dallas Stars
- 2017 - Chicago Blackhawks
- 2018 - Nashville Predators
- 2019 - Nashville Predators
- 2020 - St. Louis Blues

## Títulos de división por equipo
| Equipo                        | Títulos | Último título |
| ----------------------------- | ------- | ------------- |
| Detroit Red Wings             | 13      | 2011          |
| St. Louis Blues               | 4       | 2020          |
| Chicago Blackhawks            | 3       | 2017          |
| Dallas Stars                  | 3       | 2016          |
| Nashville Predators           | 2       | 2019          |
| Colorado Avalanche            | 1       | 2014          |
| Minnesota Wild                | 0       | –             |
| Winnipeg Jets                 | 0       | –             |
| Columbus Blue Jackets         | 0       | –             |
| Toronto Maple Leafs           | 0       | –             |
| Winnipeg Jets/Phoenix Coyotes | 0       | –             |

Los equipos en negrita se encuentran actualmente en la división.

## Ganadores de la Stanley Cup
- 1997 - Detroit Red Wings
- 1998 - Detroit Red Wings
- 2002 - Detroit Red Wings
- 2008 - Detroit Red Wings
- 2010 - Chicago Blackhawks
- 2013 - Chicago Blackhawks
- 2015 - Chicago Blackhawks
- 2019 - St. Louis Blues